# Дело табак
«Дело табак» (англ. Snuff) — фантастический роман английского писателя Терри Пратчетта, тридцать девятая книга из цикла «Плоский мир», восьмая и последняя книга из цикла о Городской страже. На русском языке роман впервые был опубликован издательством «Эксмо» 1 августа 2014 года в переводе В. Сергеевой под названием «Дело табак», также существуют неофициальные переводы под названием «Понюшка» и «Разрушение».
В 2012 году роман получил премию имени Пэлема Грэнвила Вудхауза, в том же году произведение также было номинировано на премии «Прометей» (англ. Prometheus Awards) и «Локус» (англ. Locus Award).

## Сюжет
Действие романа разворачивается в деревне, где вдали от городской суеты и больших проблем в обществе любящей жены леди Сибиллы, сынишки и верного слуги Вилликинса отдыхает командор Городской стражи Сэмюэль Ваймс. Не зная чем заняться в свободное время, скучающий командор Ваймс покорно ездит с женой в гости, устраивает приемы, гуляет по округе и хватается за любую возможность развлечься. Ваймс надеется, что в Анк-Морпорке произойдёт что-нибудь из ряда вон выходящее, и патриций отзовёт его из отпуска в город, но Городская стража, оставленная в надежных руках капитана Моркоу, работает как часы. Однако, вскоре выясняется, что местным обитателям есть что скрывать. Под покровом ночи вершатся темные дела, а в прошлом скрывается ужасная тайна, требующая раскрытия. И командор начинает своё расследование, даже не подозревая, что совет уехать на отдых с мужем в деревню леди Сибилла получила от патриция Анк-Моркпорка Хэвлока Витинари.